# Мюрат, Иоахим, 7-й принц Мюрат
Иоахим Наполеон Мюрат, 7-й принц Мюрат (фр. Joachim Louis Napoléon Murat, 7e prince Murat; 16 января 1920 — 20 июля 1944) — французский военный и глава дворянского рода Мюратов, происходящего от Иоахима Мюрата, 1-го принца Мюрата и Каролины Бонапарт, сестры Наполеона. Он погиб, сражаясь за французское сопротивление во время Второй мировой войны.

## Биография
Родился 16 января 1920 года в коммуне Нёйи-сюр-Сен, Франция. Единственный сын Иоахима Мюрата, 6-го принца Мюрата (1885—1938), и его жены Луизы Амели Плантье (1891—1978), дочери Эжена Плантье, префекта Константины.
Второй лейтенант FFI региона, в ORA он называет себя Иоахимом и служит агентом связи полковника Раймонда Чомеля с Кэрол Маки. В 1943 году он помог своему двоюродному брату Луи Наполеону присоединиться к Сопротивлению.
Иоахим Мюрат был членом французского сопротивления во время Второй мировой войны. Он был убит патрулем дивизии «Дас Райх» 20 июля 1944 года в возрасте всего двадцати четырех лет.
Максим Вейган сказал о нем: «Молодой офицер, отличающийся рвением и храбростью, настоящий лидер».
В его честь был назван Кубок Мюрата.

## Семья
18 августа 1940 года в Марселе Иоахим Мюрат женился на Николь Вере Клэр Элен Пастре (15 декабря 1921 — 12 января 1992), дочери графини Лили Пастре (1891—1974), филантропа, основавшей фестиваль в Экс-ан-Провансе в 1948 году, и графа Жана Пастре (1888—1960), игрока в поло, который играл в поло на летних Олимпийских играх 1924 года.
У супругов было трое детей:
- Принцесса Каролина Мария Луиза Мюрат (род. 14 мая 1941). В 1962 году она вышла первым браком замуж за графа Ива де Парсево (род. 1936), с которым позднее развелась. Вышла замуж в 1967 году за Миклоша Клобусицкого де Клобусич и Зетени (род. 1946).
- Принцесса Мадлен Мария Аннонсиада Мальси Мюрат (13 марта 1943 — 8 октября 1990), незамужняя.
- Иоахим Луи Наполеон Мюрат, 8-й принц Мюрат (род. 26 ноября 1944), нынешний глава дома Бонапартов-Мюратов. Был женат на Лоранс Мутон и имел пятерых детей.

## Награды
- Военный крест 1939—1945 (Франция)
- Орден Почётного легиона (посмертно)